# Três Lagoas
Três Lagoas város Brazíliában, Mato Grosso do Sul államban. Lakosainak száma 132 152 fő (2022). Três Lagoas Água Clara, Ilha Solteira, Brasilândia, Castilho, Inocência, Itapura, Pauliceia és Selvíria községekkel határos.

## Népesség
A település népességének változása:
| Lakosok száma | 79 059 | 115 561 | 123 281 | 125 137 | 132 152 |
|               | 2000   | 2016    | 2020    | 2021    | 2022    |